# Ställbergsmossen
Ställbergsmossen är ett naturreservat i Hällefors kommun i Örebro län.
Området är naturskyddat sedan 2007 och är 328 hektar stort. Reservatet består av öppna mossar där Ställbergsmossen är en, kärr, myrstråk och gammelskog av tall och gran.